# 공립 중등학교 교사 임용 후보자 선정 경쟁시험
공립 중등학교 교사 임용 후보자 선정 경쟁시험, 약칭 중등교사 임용시험은 대한민국의 공립 중학교와 고등학교의 교사를 선발하는 시험이다. 전국 17개 시·도 교육청 공동관리위원회가 주관하며 2001년부터 한국교육과정평가원이 출제와 채점 업무를 수탁해 실시한다. 교사로서의 전문적인 능력을 평가하는 시험으로 교육공무원법 및 교육공무원임용령(개정 2012.12.11.), 교육공무원임용 후보자 선정 경쟁시험규칙(개정 2014.9.2.) 등의 근거 법령에 의해 시행된다.
교사 지원자에 대한 기회의 균등 부여, 질 높은 교사의 선발 등을 목적으로 1991년에 처음 시행되었다. 이전까지는 국립 대학의 사범대 졸업생에 한하여 자동 임용 및 발령이 되고, 사립 대학의 졸업생은 빈 자리를 채우는 방식으로 교원임용이 이루어졌으나 이 제도의 시행 이후 중등학교 정교사 2급 자격을 가진 자라면 누구나 교원임용시험을 통과함으로써 교사가 될 수 있게 되었다.

## 시행 배경
1953년 「교육공무원 임용령」을 제정하면서부터 국·공립 사범대학 졸업자를 무시험으로 우선 채용했다. 그리고 1973년부터는 순위고사를 도입하여 부족한 교원의 경우 사립 사범대와 교직과정 출신자를 대상으로 순위고사를 통해 임용하여 왔다.
하지만 이에 대한 큰 불만은 없었다. 이시기에는 국공립사범대=국공립학교, 사립사범대(교직이수)=사립학교가 거의 공식이었다. 1974년부터 시행된 입시제도 개편, 즉 고등학교 평준화 정책에 따른 교원 평준화 대책으로서 교원 신규 채용 순위고사가 도입되었다. 이에 따라 국립 교육대학교와 사범대학 졸업자는 종전처럼 무시험으로 신규 교사로 발령받았으나, 결원은 사립 사범대학교 졸업자나 교직과정 이수자 등 그 밖의 교원 자격증 소지자를 대상으로 시도별로 순위고사를 실시하여 성적순으로 채용하여 보충하였다.
1989년 4월 3일, 문교부는 국립 사범대학 졸업자 중 발령받지 못하고 대기 중인 자가 임시교원양성소에서 소정의 교육을 받으면 임용되도록 하는 방안을 발표하였다. 이에 사립 사범대학 졸업자들이 사립 출신과의 차별과 교육의 질 저하를 이유로 크게 반발하자, 문교부는 4월 26일 해당 계획을 보류하였다. 대신 1989년 9월, 교육정책자문회의에서 국·공·사립 사범대학 등 출신과 무관하게 공개 전형을 거쳐 공립학교 중등교원을 선발하는 정책을 발표하였다.
1990년 10월 8일, 헌법재판소는 서울 지역 사립 사범대학 학생회를 중심으로 제기한 위헌 소송에 대하여, 교육공무원법 제11조 제1항이 위헌이라고 결정하였다. 이는 1987년 순위고사 폐지 이후 교직 진출이 사실상 불가능해진 사립 사범대학 출신이 교사가 될 수 있는 기회를 마련한 조치로 평가되었다. 위헌 결정에 따라 문교부는 1994년부터 시행하기로 하였던 중등교원 임용시험을 1991년으로 앞당겨 시행하기로 결정하였다. 국·공립 사범대학에서 거센 반발을 일으켰음에도 불구하고 1991년에 첫 시험이 치러진 이후, 몇 차례의 개정을 거쳐 지금에 이른다.

## 자격 요건
중등학교 2급 정교사 이상의 교원 자격증을 소지하고 있거나 자격 취득이 예정된 자로서 한국사능력검정시험 3급 이상의 자격을 보유한 자가 응시할 수 있다. 특수학교(중등) 자격증이나 보건교사, 사서교사(1급, 2급) 등을 가지고 있는 자는 해당 직렬에 응시가 가능하다. 소지하고 있는 교원 자격증의 표시과목에 해당하는 교과에만 응시할 수 있으며, 응시 연령에는 제한이 없지만 국가공무원법 제33조에 해당하는 임용 결격 사유 해당자나 기타 법령에 의해 결격 사유에 해당하는 경우 응시할 수 없다.

### 결격 사유
- 금치산자 또는 한정치산자
- 징계에 의한 해임처분을 받은 때로부터 3년 미경과자 (이상 국가공무원법 제33조)
- 금품수수행위, 시험문제 유출 및 성적조작 등 학생성적 관련 비위 행위, 학생에 대한 신체적 폭력 행위로 파면·해임되거나 금고 이상의 형을 선고받은 자(집행유예를 받고 그 기간이 경과된 자 포함, 단 징계위원회에서 반성 정도를 감안하여 직무수행이 가능하다고 의결한 경우는 예외 (교육공무원법 제10조의 3)
- 미성년자에 대한 성폭력범죄의 처벌 등에 관한 특례법에 따른 성폭력 범죄행위로 파면·해임되거나, 100만원 이상의 벌금형이나 그 이상의 형을 선고받아 그 형이 확정된 사람(집행유예 선고 후 그 기간이 경과한 사람도 포함) (교육공무원법 제10조의 4)

## 시험 단계 및 시험 과목
지필시험과 수업실연 등 총 두 단계에 걸쳐 시행된다. 이전에는 1, 2, 3차의 세 단계로 실시되었으나, 2013년부터는 개정된 교원임용시험 정책에 의해 1, 2차의 2단계로 시험이 실시되며, 응시자격 요건으로 한국사능력검정시험 3급 이상의 자격을 추가로 지정하였다. 

### 1차 시험
1차 시험은 교육학과 전공과목에 관한 내용이 출제된다. 60분간 치러지는 1교시 시험에서는 1문항의 교육학 논술고사를 치르게 되며 20%의 비율로 반영된다. 각각 90분간 치러지는 2·3교시 시험에서는 교과교육학 및 교과내용학 시험을 치르게 되며, 40%씩의 비율로 반영된다. 2교시는 총 12문항으로 기입형 4문항과 서술형 8문항의 형식이며, 3교시는 총 11문항으로 기입형 2문항과 서술형 9문항의 형식이다. 2·3교시는 응시자의 응시 과목별로 다른 내용을 시험한다.
출제 범위는 다음과 같다.
- 1교시: 교육부고시 제2017-126호(2017.08.30.)의 부칙 제3조(경과조치) 11호에 근거하여, 교육부고시 제2014-48호(2014.9.2.)의 [별표2] ‘교직과목의 세부 이수기준’에 제시된 교직이론 과목
  - 교육학개론, 교육철학 및 교육사, 교육과정, 교육평가, 교육방법 및 교육공학, 교육심리, 교육사회, 교육행정 및 교육경영, 생활지도 및 상담
- 2·3교시: 교육부고시 제2017-126호(2017.08.30.)의 부칙 제3조(경과조치) 11호에 근거하여, 교육부고시 제2014-48호(2014.9.2.)의 [별표 3]‘교사자격종별 및 표시과목별 기본이수과목(또는 분야)’에 제시된 과목
  - 교과교육학(25~35%): 표시과목의 교과교육학(론)과 임용시험 시행 공고일 현재 국가(교육부 등)에 의해 고시되어 있는 총론 및 교과 교육과정까지
  - 교과내용학(75~65%): 표시과목의 교과교육학(론)을 제외한 과목

영어 및 제2외국어 영역에서는 해당 교과의 언어로 시험을 치른다. 1차 시험에서 선발인원의 2배수를 선발한다. 

### 2차 시험
2차 시험은 대개 교수·학습 지도안 작성과 수업 실연, 심층 면접, 예체능의 경우 실기시험 등으로 구성된다

### 출제 및 채점방식
출제원칙
- 중등학교(특수학교 포함) 교사에게 필요한 전문 지식과 자질을 종합적으로 평가하는 문항을 출제한다.
- 교육 현장에서 실제로 필요한 지식과 기능, 소양을 평가하는 문항을 출제한다.
- 지식, 이해, 적용, 분석, 종합, 평가, 문제해결, 창의, 비판, 논리적 기술 등을 종합적으로 평가하는 다양한 문항 유형을 출제한다.
- 중등학교 교사 양성기관 교육과정을 충실히 이수한 자면 무난히 풀 수 있는 문항을 출제한다.
- 평가의 목표 및 내용이 특정 영역이나 학설(또는 이론)에 치우치지 않고, 해당 분야 전반에 걸쳐 고르게 출제한다.
- 특히, 공동관리위원회가 발표한 『표시과목별 교사 자격 기준과 평가 영역 및 평가 내용 요소』를 반영하여 출제한다.

채점 절차 및 방법
- 채점 절차: 채점위원 워크숍 → 가채점 → 채점기준의 수정·보완 → 채점위원 3인의 독립 채점
- 채점 방법

가. 채점위원 워크숍: 문항의 평가 목표, 채점 기준, 모범 답안 숙지
나. 가채점: 채점위원 간 동일 문항, 동일 답안에 대한 가채점 실시, 가채점 결과에 대해 채점위원들이 비교·협의하여 채점 기준의 일치도 제고, 채점위원간 신뢰도 확보
다. 채점기준의 수정·보완: 필요한 경우 정해진 절차에 따라 채점 기준을 수정·보완하여 채점위원 3인이 모든 답안지에 동일하게 적용
라. 채점위원 3인의 독립 채점: 확정된 채점 기준에 따라 하나의 답안에 대하여 3인이 독립적으로 채점 후 평균 점수 산출

## 신규임용자의 배치
신규임용 교사가 근무할 학교는 가급적 생활 근거지 또는 근무 희망지역을 고려하여 정하되, 도서벽지학교에 배치하지 않는 것을 원칙으로 하고 있다. 다만 학기 중에 신규로 임용할 경우 또는 교원 수급 상 불가피한 경우에는 예외이다. 근무 희망 지역에 경합이 있을 때에는 임용후보자명부의 순위(공립 중등학교 교사 임용 후보자 선정 경쟁시험 순위)에 의해 배치한다.(교육공무원인사관리규정 제3조)

## 같이 보기
- 대한민국의 공무원 임용시험